# Дегтярня
Дегтярня — деревня в Устюженском районе Вологодской области.
Входит в состав Никифоровского сельского поселения, с точки зрения административно-территориального деления — в Никифоровский сельсовет.
Расстояние до районного центра Устюжны по автодороге — 22 км, до центра муниципального образования посёлка Даниловское по прямой — 9 км. Ближайшие населённые пункты — Круглицы, Раменье, Теплино.
По переписи 2002 года население — 11 человек.
Усадьба в деревне Дегтярня — памятник архитектуры.
На июнь 2020 года от усадьбы ничего не осталось, Парк зарос, березы в аллеях почти все рухнули от старости. Пруд исчез. Постоянных жителей нет, на летний период в один дом приезжают дачники.